# Dehestan
Dehestan (o Dihistan) és una vila de l'Afganistan a la part sud de la província de Badghis al nord-est d'Herat.
Fou la segona ciutat de la província de la que antigament fins i tot fou la capital (vers 1200). Es troba al centre d'un turó en un territori fèrtil, i prop d'una mina de plata. Les cases són de rajola.
El 716/717 fou erigida en capital d'un dikhan. Domini gaznèvida va passar als seljúcides el 1035 i va quedar en mans d'un dikhan turcman. El 1158 era la residència del príncep oghuz Ikhtiyar al-Din Aytak que es va sotmetre al xa de Coràsmia Il Arslan. El xa de Coràsmia Sultan Shah s'hi va refugiar el 1174 junt amb la seva mara Terken (Turkan) quan fou expulsat del tron pel seu germà Tekesh; aquest la va ocupar poc després; Terken fou capturada i executada però Sultan Shah va poder escapar a territori dels gúrides. Després va perdre tota importància. Modernament se centre del santuari de Khadja Dihistan.